# Draugiem.lv
«Draugiem.lv» (латис. draugiem; друзі) — соціальна мережа, заснована 2004 року латвійськими IT-спеціалістами Лаурісом Лібертсом, Агрісом Таманісом та Мартінсом Піксенсом. Об'єднує понад 2,6 мільйона зареєстрованих користувачів, є найбільшою соціальною мережею Латвії та Балтійських країв.
«Draugiem.lv» належить групі «Draugiem Group», яка об'єднує низку компаній, що займаються розробками в області IT-технологій та цифрового маркетингу.

## Злам сайту
6 жовтня 2018 року, в день виборів до Сейму Латвії, соціальна мережа зазнала хакерської атаки. При спробі зайти на сайт лунав гімн Російської Федерації та з'являлись зображення російського прапора, фото Путіна та армії Росії. Поверх зображень був розміщений надпис з цитатою президента Росії:
|  | Товарищи латыши, это касается вас. Граница России нигде не заканчивается. Русский мир может и должен объединить всех, кому дорого русское слово и русская культура, где бы они ни жили, в России или за её пределами. Почаще употребляйте это словосочетание — "Русский мир". |

У зв'язку з кібератакою представниками «Draugiem Group» було прийнято рішення заблокувати сайт. Після декількох годин його коректна робота була відновлена.